# Caprella rudiuscula
Caprella rudiuscula är en kräftdjursart som beskrevs av Diana R. Laubitz 1970. Caprella rudiuscula ingår i släktet Caprella och familjen Caprellidae. Inga underarter finns listade i Catalogue of Life.